# PKP Cargo International
PKP Cargo International ist ein tschechisches Eisenbahnverkehrsunternehmen mit Sitz in Ostrava.
Seinen Ursprung hat das Unternehmen in der Firma Advanced World Transport a.s. (AWT), vorher OKD, Doprava a.s. (OKDD), die aus der Werkbahn des Bergbauunternehmens Ostravsko-karvinské doly durch Ausgliederung hervorgegangen ist. Seit Mai 2015 ist die Firma ein Tochterunternehmen der PKP Cargo.

## Geschichte

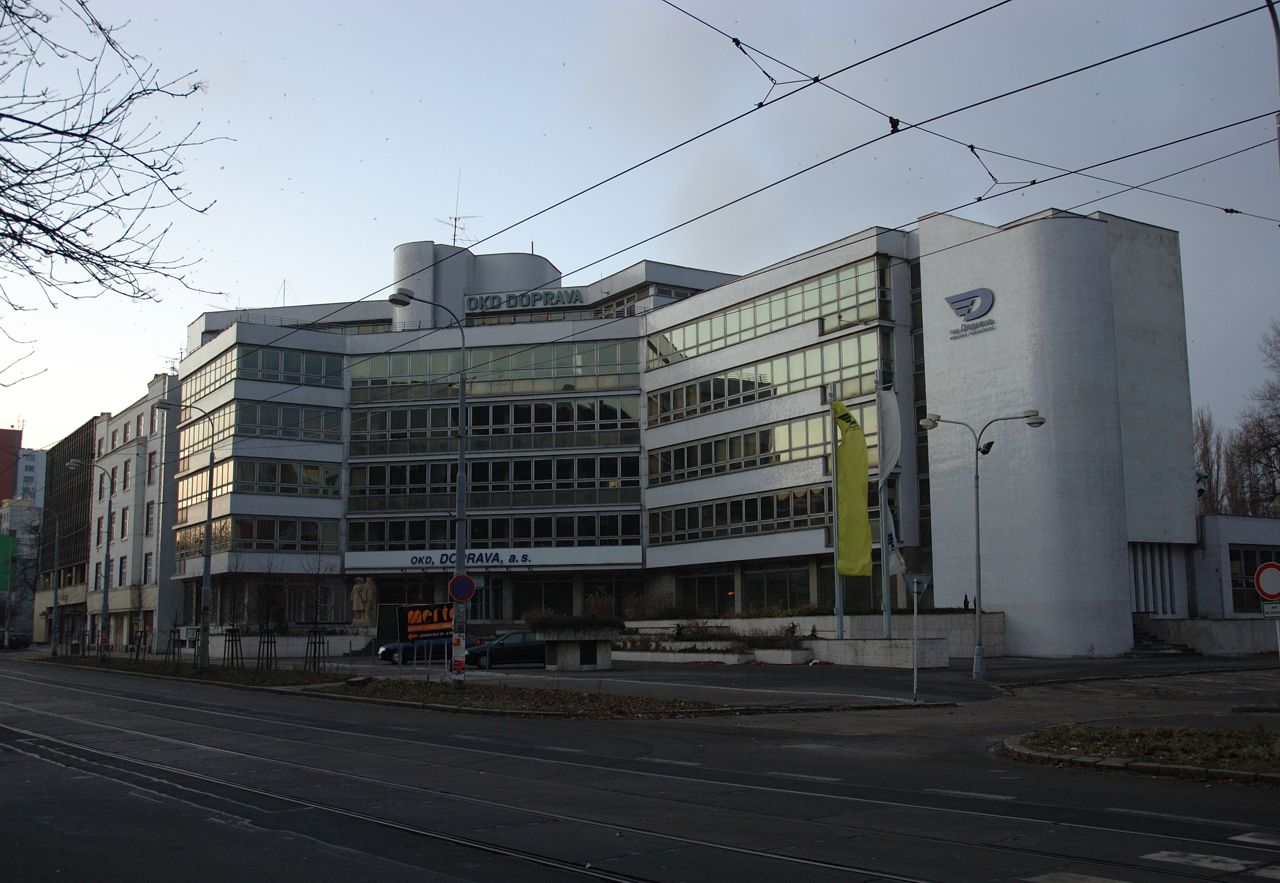
Firmenzentrale PKP International, noch unter dem früheren Namen OKD Doprava

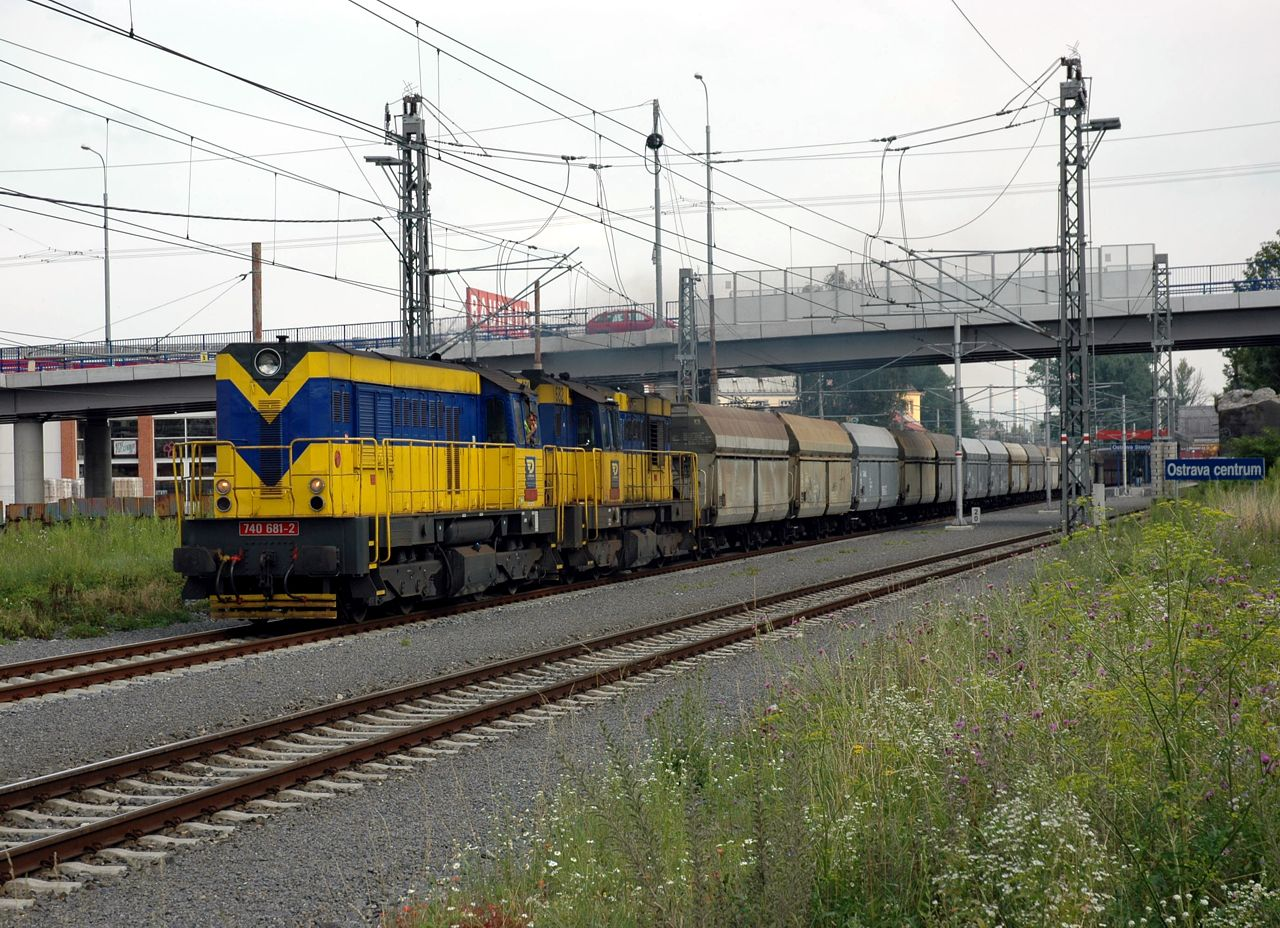
Zug der OKD Doprava (2008)

In ihren Ursprüngen geht die Gesellschaft auf die Montanbahnen der Kaiser-Ferdinands-Nordbahn (KFNB) und weiterer privater Kohlebahnen des Bergbaureviers Ostrava-Karviná zurück. Die einzelnen Bergbaugesellschaften wurden nach dem Zweiten Weltkrieg verstaatlicht und im Konzern Ostravsko-karvinské kamenouhelné doly (übersetzt: Ostrau-Karviner Steinkohlegruben) zusammengeschlossen (seit 1950: Ostravsko-karvinské doly – OKD). 1952 gründete OKD den Betrieb OKR Doprava, welcher den Betrieb der Montanbahnen und Kokerei-Anschlussbahnen übernahm. OKR-Doprava war zuerst ein Eisenbahninfrastrukturunternehmen, erst schrittweise übernahm es von den Tschechoslowakischen Staatsbahnen (ČSD) und den einzelnen Bergwerken auch den Bahnbetrieb.

Logo von AWT (2010 bis 2019)

1994 wurde der Betrieb in die Aktiengesellschaft OKD Doprava umbenannt und umstrukturiert. OKD Doprava ein Logistikdienstleister, welcher Transporte auf Schiene und Straße anbietet. 2008 kam es zur Übernahme der Güterverkehrssparte von Viamont, Viamont Cargo. Seit 2010 firmierte das Unternehmen als AWT. PKP Cargo International ist, gemessen am Transportvolumen, das zweitgrößte Eisenbahnverkehrsunternehmen auf dem Netz der SŽDC.
Seit 2. Oktober 2019 firmiert das Unternehmen als PKP Cargo International.

## Strecken
Neben der Durchführung von Transportleistungen ist PKP Cargo International auch Infrastrukturbetreiber für folgende Strecken:
- Ostrava-Stodolní–Michálkovice
- Michálkovice–Doubrava
- Milotice nad Opavou–Vrbno pod Pradědem